# Södra Vassåstjärnen
Södra Vassåstjärnen är en sjö i Tanums kommun i Bohuslän och ingår i Strömsåns huvudavrinningsområde. Sjön är 6,5 meter djup, har en yta på 0,025 kvadratkilometer och befinner sig 158 meter över havet.